# 桂霖
桂霖（1848年—？），字香雨，號方崖，博尔济吉特氏，满洲正黄旗人。清朝政治人物、進士出身。

## 生平
同治十二年，順天府鄉試中舉。同治十三年，登進士，即用主事。光緒二年，任禮部祠祭司主事。光緒七年，任禮部精膳司員外郎。光緒九年，任湖廣道監察御史；次年改掌河南道監察御史。光緒十年，任雲南大理府知府。光緒十三年，任雲南雲南府知府、雲南補用道。光緒十六年，任雲南迤南道。光緒十八年，任河南開歸陳許道。次年署河南按察使。光緒二十二年，任貴州貴西道。光緒二十八年，署貴州按察使。光緒二十九年，任駐藏幫辦大臣。